# خانه سید علی محمد وزیری
خانه سید علی محمد وزیری مربوط به اواخر دوره قاجار - دوره پهلوی است و در یزد، خیابان مسجد جامع، جنب آب انبار وزیر واقع شده و این اثر در تاریخ ۱۷ اسفند ۱۳۸۱ با شمارهٔ ثبت ۷۷۶۱ به‌عنوان یکی از آثار ملی ایران به ثبت رسیده‌است.